# Рид, Дилан (футболист)
Ди́лан Рид (англ. Dylan Reid; род. 1 марта 2005, Далрай) — шотландский футболист, полузащитник клуба «Кристал Пэлас».

## Клубная карьера
Рид — воспитанник клуба «Сент-Миррен». 6 марта 2021 года в матче против «Рейнджерс» он дебютировал в шотландской Премьер-лиге в возрасте 16 лет. В начале 2022 года для получения игровой практики Дилан на правах аренды перешёл в «Куинз Парк». 19 февраля в матче против «Ист Файф» он дебютировал в Первой лиге Шотландии. По окончании аренды Рид вернулся в «Сент-Миррен». 

## Международная карьера
В 2022 году в составе юношеской сборной Шотландии Рид принял участие в юношеском чемпионате Европы в Израиле. На турнире он сыграл в матчах против команд Португалии, Дании и Швеции. 